# Kim Ji-eun
Đây là một tên người Triều Tiên, họ là Kim.
Kim Ji-eun (tiếng Hàn: 김지은; sinh ngày 9 tháng 10 năm 1993) là một nữ diễn viên người Hàn Quốc trực thuộc công ty giải trí Namoo Actors . Cô được nhiều người biết đến qua các vai diễn trong phim các bộ phim truyền hình Mặt trời đen, Công tố viên chuyển sinh và Luật sư 1000 won.

## Sự nghiệp
Kim Ji-eun bắt đầu hoạt động trong ngành giải trí với tư cách là người mẫu quảng cáo cho Bacchus-F. Để thu hút sự chú ý của các công ty quản lý diễn viên, Kim Ji-eun đã tham gia một số video âm nhạc, làm việc như một thành viên của đoàn làm phim và tự mình thử vai.
Vai diễn đầu tiên của Kim Ji-eun sau khi ký hợp đồng với HB Entertainment là bộ phim Bệ hạ vạn tuế năm 2019. Cùng năm, cô đóng vai chính đầu tiên trong loạt phim kinh dị tội phạm Người lạ đến từ địa ngục của OCN.
Năm 2021, Kim Ji-eun được khán giả công nhận nhiều hơn với vai diễn đặc vụ NIS, trong bộ phim kinh dị gián điệp Mặt trời đen của đài MBC.
Ngay sau Mặt trời đen, Kim Ji-eun lần đầu tiên được chọn vào vai nữ chính trong bộ phim giả tưởng hành động Công tố viên chuyển sinh năm 2022 của đài SBS, cô vào vai con gái độc nhất của một tập đoàn bị lôi kéo vào cuộc chiến giành quyền kế vị. Cùng năm, cô đóng vai một thực tập sinh pháp lý xuất thân từ gia đình hành nghề luật danh giá của SBS, Luật sư 1000 won.

## Danh sách phim

### Phim
| Năm  | Nhan đề        | Vai     | Ghi chú | Ng.    |
| ---- | -------------- | ------- | ------- | ------ |
| 2015 | Tattoo         | Bạn gái | Vai phụ |        |
| 2018 | Vua bạch phiến | Jae-soo | Vai phụ | [ 13 ] |
| 2019 | Bệ hạ vạn tuế  | Joon    | Vai phụ | [ 5 ]  |

### Phim truyền hình
| Năm  | Nhan đề                  | Kênh   | Vai diễn      | Ghi chú                | Ng.    |
| ---- | ------------------------ | ------ | ------------- | ---------------------- | ------ |
| 2018 | Nice Witch               | SBS TV | Wang Ji-yeong | Vai phụ                | [ 14 ] |
| 2018 | Vòng xoay vận mệnh       | KBS2   | Lee Soo-jeong | Vai phụ                | [ 15 ] |
| 2018 | Children of Nobody       | MBC    | Min-joo       | Vai phụ                | [ 16 ] |
| 2019 | Bác sĩ trại giam         | KBS2   | Oh Min-jeong  | Khách mời (tập 10, 12) | [ 17 ] |
| 2019 | Người lạ đến từ địa ngục | OCN    | Min Ji-eun    | Vai phụ                | [ 18 ] |
| 2021 | Mặt trời đen             | MBC    | Yoo Je-yi     | Vai chính              | [ 19 ] |
| 2022 | Công tố viên chuyển sinh | SBS TV | Kim Hee-ah    | Vai chính              | [ 20 ] |
| 2022 | Luật sư 1000 won         | SBS TV | Baek Ma-ri    | Vai chính              | [ 21 ] |
| 2023 | Longing for You          | ENA    | Go Young-joo  | Vai chính              | [ 22 ] |
| 2024 | Con trai bạn mẹ          | TvN    | Jeong Mo-eum  | Vai phụ                |        |

### Phim chiếu mạng
| Năm  | Nhan đề                          | Nền tảng      | Vai diễn | Ghi chú   | Ng.    |
| ---- | -------------------------------- | ------------- | -------- | --------- | ------ |
| 2017 | The Best Moment To Quit Your Job | oksusu        | Hyeon    | Vai chính | [ 23 ] |
| 2019 | I Have Three Boyfriends          | Naver TV Cast | Ra-hee   | Vai chính | [ 24 ] |

### Music video
| Năm  | Bài hát                                    | Ca sĩ          | Ng.    |
| ---- | ------------------------------------------ | -------------- | ------ |
| 2016 | "Sugarfree Girl" (무설탕소녀)              | Coin Classic   | [ 25 ] |
| 2016 | "So-So" (쏘쏘)                             | Baek A-yeon    | [ 26 ] |
| 2016 | "Promise (I'll Be)"                        | 2PM            | [ 27 ] |
| 2017 | "Lovesick" (사랑앓이) (feat. Kim Na-young) | F.T. Island    | [ 28 ] |
| 2017 | "What Can I Do" (좋은걸 뭐 어떡해)         | Day6           | [ 29 ] |
| 2017 | "I Loved You"                              | Day6           | [ 29 ] |
| 2017 | "When You Love Someone" (그렇더라고요)     | Day6           | [ 29 ] |
| 2017 | "Hibernation" (겨울잠)                     | Yesung         | [ 30 ] |
| 2017 | "Ghood Morning" (오늘도)                   | Junoflo        | [ 31 ] |
| 2018 | "Premonition" (느낌)                       | Paul Kim       | [ 32 ] |
| 2018 | "Sudden Shower" (소나기) (feat. 10cm)      | Yong Jun-hyung | [ 33 ] |
| 2021 | "Unthinkable" (말이 안 돼)                 | F.T. Island    | [ 34 ] |

## Giải thưởng và đề cử
| Giải thưởng                                | Năm  | Hạng mục                                                 | Tác phẩm đề cử/Người nhận | Kết quả   | Ng.    |
| ------------------------------------------ | ---- | -------------------------------------------------------- | ------------------------- | --------- | ------ |
| Asia Model Awards                          | 2021 | Giải thưởng Ngôi sao mới                                 | Mặt trời đen              | Đoạt giải | [ 35 ] |
| Giải thưởng phim truyền hình MBC           | 2021 | Nữ diễn viên mới xuất sắc nhất                           | Mặt trời đen              | Đoạt giải | [ 36 ] |
| Giải thưởng phim truyền hình quốc tế Seoul | 2020 | Nữ diễn viên xuất sắc nhất trong phim truyền hình Hallyu | I Have Three Boyfriends   | Đề cử     | [ 37 ] |